# Andrei Piescu
Andrei Piescu (n. 4 iulie 1896, Reni, județul Ismail, Basarabia, Imperiul Rus, azi în Ucraina – d. 28 martie 1978, București, România) a fost un fitotehnist și cercetător român de origine basarabeană, cunoscut pentru contribuțiile sale în domeniul culturii tutunului, selecției plantelor și publicisticii agricole. A activat în perioada interbelică și postbelică, fiind un continuator al pionierilor agronomiei românești în cultura tutunului, precum Maximilian Popovici, Petre Mihăescu și Marin Chirițescu-Arva.

## Biografie

### Copilărie și educație
Andrei Piescu s-a născut pe 4 iulie 1896 în orașul Reni, județul Ismail, în sudul Basarabiei, pe atunci parte a Imperiului Rus. Era fiul preotului Ilie și al Mariei Piescu. A urmat cursurile Liceului de Stat din Bolgrad (județul Cetatea Albă), pe care le-a absolvit în 1915. În 1917, s-a înscris la Academia de Agricultură din Cluj, unde a studiat până în 1921. A absolvit cu lucrarea *Agricultura rațională în Bugeac*, fiind foarte apreciat de profesorii săi.

### Carieră profesională
După absolvire, Andrei Piescu a fost numit asistent la Catedra de Ameliorarea Plantelor a Academiei de Agricultură din Cluj, condusă de profesorul A. Munteanu. Între 1924 și 1925, a ocupat temporar și postul de la Catedra de Pășuni și Fânețe. În 1925 și 1926, a obținut o bursă pentru studii în străinătate, lucrând cu personalități precum Adametz și Tschermack în laboratoare și câmpuri de selecție din Germania.
În 1927, a fost transferat ca asistent la Catedra de Ameliorare a Școlii Superioare de Agricultură de la Herăstrău-București. În același an, a primit o altă bursă din partea MAD, studiind în Germania, Suedia și Danemarca. A analizat organizarea gospodăriilor agricole particulare și de stat, petrecând mult timp la Institutul pentru Selecția Plantelor din Svalöf (Suedia), unul dintre cele mai renumite centre de acest fel din Europa.
În 1929, s-a alăturat Secției Agricole a Institutului Experimental pentru Cultura și Fermentarea Tutunului (IECFT) ca asistent, iar în 1931 a devenit șeful Secției de Fitotehnie, poziție pe care a ocupat-o până după al Doilea Război Mondial. A organizat câmpuri de cercetare în diverse locații, precum Băneasa, Tămășești-Vlașca, Balta-Doamnei Prahova, Măcin, Goești și Vlăduțeni (Ocna Mureș).
Din 1932, a fost membru al Comitetului de redacție al revistei *Viața agricolă*, responsabil pentru sectorul de fitotehnie, contribuind cu articole și traduceri care au promovat cunoașterea agricolă în România.

## Activitate științifică

### Domenii de cercetare
- Fitotehnie și selecția plantelor
- Cultura și ameliorarea tutunului
- Pășuni și culturi furajere

### Contribuții originale
Andrei Piescu a avut o activitate diversă, axată pe trei direcții principale: publicarea de lucrări de fitotehnie și selecție, cercetări asupra tutunului și publicistică agricolă.
A publicat lucrări de popularizare, precum *Clasificarea grânelor în lumina cercetărilor din ultimul timp*, unde a prezentat evoluția clasificărilor grâului de la Carl Linnaeus (1753) până la I. Percival (1921). În *Pășunile și nutrețurile pentru vaci de lapte* (1932), a propus pășunatul rațional pe parcele și a recomandat culturi furajere precum lucerna, trifoiul și porumbul. *Selecțiunea grâului în Canada* a descris soiul Marquis și metodele canadiene de reducere a perioadei de vegetație a grâului. *Lucerna în diferite țări* (traducere după Maximilian Klinkowski) a evidențiat răspândirea lucernei, România cultivând 125.684 ha în 1933. A tradus și rezumat *Centrele de origine ale plantelor* de N.I. Vavilov, contribuind la diseminarea ideilor acestuia.
A descris Institutul de Selecție a Plantelor din Svalöf (Suedia), fondat în 1886, subliniind metodele sale de selecție (selecția în masă, metoda liniilor pure a lui Hjalmar Nilsson și încrucișarea bazată pe legile mendeliene introdusă de Nilsson-Ehle). A criticat ideile lui T.D. Lîsenko privind iarovizarea grâului, demonstrând că soiul local Sandu-Aldea 22, semănat toamna, era mai productiv.
Ca șef al Secției de Fitotehnie la IECFT, a efectuat cercetări aprofundate asupra tutunului. În *Despre rădăcinile tutunului*, a analizat sistemul radicular al 10 soiuri, concluzionând că rădăcinile cresc rapid în primele 35-40 de zile și nu variază semnificativ în funcție de sol. A studiat cerințele de vegetație ale soiurilor Molovata și Ialomița, arătând efectele secetei, excesului de apă și îngrășămintelor chimice. A evaluat soiurile Virginia, concluzionând că nu sunt potrivite pentru România. A aplicat selecția în masă și individuală, obținând linii noi de tutun, precum Heterosis Băneasa F.1, prin încrucișarea soiurilor Ghimpați, Ialomița și Molovata. A cercetat tehnologii de cultivare (distanțe optime, fertilizare, uscare) și a studiat specia *Nicotiana rustica* (mahorcă).
A tradus lucrări fundamentale precum *Versuche über Pflanzenhybriden* de Gregor Mendel (1927), *Bazele științifice ale evoluției* de T.H. Morgan (1938) și *Botanica pentru școli medii tehnice medicale* de S.A. Dubianskaia (1954), contribuind la accesul la literatura științifică internațională.

### Recunoaștere internațională
Nu există informații specifice despre recunoașterea internațională a lui Andrei Piescu, dar contribuțiile sale, inclusiv traducerile operelor fundamentale ale lui Mendel, Morgan și Vavilov, au avut un impact semnificativ asupra comunității științifice românești și au facilitat accesul la cunoaștere globală în domeniu.

## Lucrări
- Centrele de origine a plantelor de cultură (rezumat după N. Vavilov), București, Tip. „Bucovina”, 1928
- Institutul pentru Selecționarea Plantelor din Svalöf, „Viața agricolă”, nr. 7, 1929
- Clasificarea grânelor în lumina cercetărilor din ultimul timp, „Viața agricolă”, nr. 2, 1932
- Pășunile și nutrețurile pentru vacile de lapte, „Viața agricolă”, nr. 5, 1932
- Selecțiunea grâului în Canada, „Probleme agricole actuale”, 1932
- Cultura și selecționarea tutunului în România, „Viața agricolă”, nr. 7, 1933
- Încercări de scurtare a perioadei de vegetație la cerealele românești, „Viața agricolă”, nr. 10, 1933
- Lucerna în diferite țări, București, Tip. „Oltenia”, 1933
- Memoriu de titluri și lucrări, București, Tip. „Bucovina”, 1933
- Fotoperiodism și iarovizare, „Viața agricolă”, nr. 3, București, Tip. „Oltenia”, 1936
- Despre rădăcinile tutunului, „Buletinul cultivării și fermentării tutunului”, vol. 17, nr. 2, 1938
- Bazele științifice ale evoluției (traducere după T.H. Morgan), București, „Monitorul Oficial”, 1938
- Planta de tutun și mediu extern, „Buletinul cultivării și fermentării tutunului”, vol. 28, nr. 2, București, „Monitorul Oficial”, 1939
- Tutunurile de tip Virginia, Bright cu privire specială la România, București, Tip. „Bucovina”, 1944
- Calitatea tutunului, București, „Monitorul Oficial”, 1946
- Dare de seamă de activitate a Secției agricole de la Institutul Experimental pentru Tutun, pe anii 1943, 1944, 1945, București, „Monitorul Oficial”, 1946
- Activitatea Institutului pentru Cultura Tutunului în 1947, „Buletinul cultivării și fermentării tutunului”, București, „Monitorul Oficial”, 1948
- Asolamentele și importanța lor în mărirea recoltelor, București, „Editura de Stat”, 1950
- Botanica pentru școli medii tehnice medicale (traducere după S.A. Dubianskaia), București, Ed. „Medicală”, 1954
- Versuche über Pflanzenhybriden (traducere după Gregor Mendel), 1927

## In memoriam
Andrei Piescu a murit pe 28 martie 1978 la București, după o carieră de peste 40 de ani. A lăsat o moștenire științifică valoroasă în fitotehnia și cultura tutunului, fiind un reprezentant de seamă al agronomilor basarabeni în România interbelică și postbelică.